# 斯洛克伯 (阿拉巴马州)
斯洛克伯（英文：Slocomb），是美国阿拉巴马州下属的一座城市。面积约为9.49平方英里（约合24.57平方公里）。根据2010年美国人口普查，该市有人口1,980人，人口密度为208.68/平方英里（约合80.59/平方公里）。